# Чемпионат России по народным танцам
Чемпионат России по народным танцам' — крупнейший всероссийский хореографический конкурс по народным танцам, призванный определить чемпионов России в трёх возрастных категориях и номинации «Народная стилизация». Чемпионат состоит из Кубков, проводимых в каждом из девяти федеральных округов России (с 2017 года — из восьми), Открытого Кубка и Финального этапа чемпионата.
Организатором чемпионата является автономная некоммерческая организация «Творческое Объединение «Салют Талантов» (г. Санкт-Петербург).
Художественным руководителем чемпионата является народная артистка СССР, художественный руководитель и главный балетмейстер Государственного академического хореографического ансамбля «Берёзка» М. М. Кольцова.
Председатель Оргкомитета - Соловьев Григорий Борисович.

## Правила проведения, номинации, жюри
В течение всего года в рамках отборочного этапа проходят Кубки в каждом федеральном округе России и Открытый Кубок. В Кубке федерального округа может принять участие любой любительский хореографический коллектив России, проживающий на территории округа. Открытый Кубок является дополнительным отборочным этапом, в котором могут принять участие коллективы со всей страны. В финал попадают коллективы, успешно прошедшие Кубок федерального округа или Открытый Кубок.
Помимо соревновательной части, Кубки и финальный этап содержат образовательную составляющую: круглые столы с членами жюри по итогам выступлений и практические мастер-классы для педагогов и участников коллективов.
Победители в Кубках и финальном этапе определяются в нескольких номинациях:
1. Народный танец
- детская возрастная категория (средний возраст до 13 лет)
- юношеская возрастная категория (средний возраст от 13 до 18 лет)
- молодёжная возрастная категория (средний возраст от 18 до 25 лет)

Средний возраст коллектива считается как среднее арифметическое возрастов всех участников в полных годах на момент проведения соревнований.
2.  Народная стилизация
(без разбивки по возрастам)

## История
Первый чемпионат России по народным танцам состоялся в 2015 году. Кубки прошли в девяти федеральных округах России: Пятигорске (СКФО), Москве (ЦФО), Екатеринбурге (УФО), Нижнем Новгороде (ПФО), Новосибирске (СФО), Симферополе (КФО), Хабаровске (ДФО), Казани (Открытый Кубок), Санкт-Петербурге (СЗФО) и Ростове-на-Дону (ЮФО). 23-25 января 2016 года в Москве состоялась финальная стадия чемпионата России по народным танцам. 23 января прошли полуфинальные выступления, 24 января прошёл финал, гала-концерт и церемония награждения состоялись на третий день, 25 января.
В 2016 году в чемпионате приняли участие 175 коллективов из разных городов и населённых пунктов России. В финал прошли 34 из них. 10 декабря состоялся полуфинал состязания, 11 декабря свои номера представили финалисты. 12 декабря прошли церемония награждения и гала-концерт лучших, по мнению жюри, хореографических ансамблей чемпионата.

## Чемпионы России по народным танцам — 2015
| Номинация                                       | Чемпион России                                                                                         | Представленный номер  |
| ----------------------------------------------- | --- | --------------------- |
| Народный танец. Детская возрастная категория    | Заслуженный коллектив народного творчества РФ ансамбль народного танца «Сибирские узоры» (Новосибирск) | «Потешки»             |
| Народный танец. Юношеская возрастная категория  | Ансамбль танца «Радуга» (Нижний Новгород)                                                              | «Молдавская сюита»    |
| Народный танец. Молодёжная возрастная категория | Народный ансамбль адыгского танца «Адыги» (а. Тахтамукай, Республика Адыгея)                           | «Лъэпэрыс»            |
| Народная стилизация                             | Образцовый коллектив Ансамбль танца «Юный Ленинградец» (Санкт-Петербург)                               | «Вологодские кружева» |

## Чемпионы России по народным танцам — 2016
| Номинация                                       | Чемпион России                                                                          | Представленный номер  |
| ----------------------------------------------- | --------------------------------------------------------------------------------------- | --------------------- |
| Народный танец. Детская возрастная категория    | Государственный детский ансамбль танца «Тюльпанчик» (Элиста)                            | «Чичердг»             |
| Народный танец. Юношеская возрастная категория  | Образцовый детский коллектив РФ и КБР ансамбль народного танца «Зори Кавказа» (Нальчик) | «КЪАФА»               |
| Народный танец. Молодёжная возрастная категория | Хореографический народный ансамбль кавказского танца «Золотое руно» (ст. Ессентукская)  | «Аджарский танец»     |
| Народная стилизация                             | Ансамбль народного танца «Юность Сибири» (Тюмень)                                       | «Тюменские мастерицы» |

## Чемпионы России по народным танцам — 2017
| Номинация                                      | Чемпион России | Представленный номер        |
| ---------------------------------------------- | --- | --------------------------- |
| Народный танец. Детская возрастная категория   | Республиканский детский танцевальный ансамбль песни и танца «Башлам» им. Х. Алиева (г. Грозный)                              | «Танец Ламанхо»             |
| Народный танец. Юношеская возрастная категория | Детский образцовый ансамбль «Ералаш» (г. Челябинск)                                                                          | Игровая затея «Дивные кони» |
| Народная стилизация                            | Заслуженный коллектив Приморского края образцовый хореографический ансамбль «Вдохновение» (пгт. Кавалерово, Приморский край) | «Наша Рать»                 |

## Чемпионы России по народным танцам — 2018
| Номинация                                       | Чемпион России                                                                                               | Представленный номер                          |
| ----------------------------------------------- | --- | --------------------------------------------- |
| Народный танец. Детская возрастная категория    | "Заслуженный коллектив народного творчества "Народный ансамбль танца "Радость" (г. Севастополь)              | Флотская пляска "Моряки лихие"                |
| Народный танец. Юношеская возрастная категория  | Образцовый самодеятельный коллектив ансамбль народного танца "КрАсота" (г. Берёзовский, Кемеровская область) | Русская пляска Забайкальского края "Кутерьма" |
| Народный танец. Молодёжная возрастная категория | Народный ансамбль "Синд" (аул Хабез, Карачаево-Черкесская Республика)                                        | Старинный княжеский танец "Кафа"              |
| Народная стилизация                             | Ансамбль народного танца "Юность Сибири" (г. Тюмень)                                                         | "Свадебный переполох"                         |

## Чемпионы России по народным танцам — 2019
| Номинация                                      | Чемпион России | Представленный номер |
| ---------------------------------------------- | --- | -------------------- |
| Народный танец. Детская возрастная категория   | Студия кавказских танцев "Нарт" (пгт Яблоновский, Республика Адыгея)                                                               | "Хэхэс Джэгу"        |
| Народный танец. Юношеская возрастная категория | Заслуженный коллектив народного творчества РФ ансамбль народного танца "Сибирские Выкрутасы" (г. Прокопьевск, Кемеровская область) | "Моя Сибирь"         |
| Народная стилизация                            | Ансамбль народного танца "Юность Сибири" (г. Тюмень)                                                                               | "Девица-лебедица"    |